# Comuna Brădești, Harghita
Brădești (în maghiară: Fenyéd) este o comună în județul Harghita, Transilvania, România, formată din satele Brădești (reședința) și Târnovița. În anul 2004 s-a desprins de comuna Satu Mare.

## Demografie
Componența etnică a comunei Brădești
     Maghiari (92,18%)
     Romi (1,79%)
     Alte etnii (6,03%)
Componența confesională a comunei Brădești
     Romano-catolici (76,34%)
     Reformați (10,51%)
     Unitarieni (4,24%)
     Martori ai lui Iehova (1,04%)
     Alte religii (2,03%)
     Necunoscută (5,84%)
Conform recensământului efectuat în 2021, populația comunei Brădești se ridică la 2.122 de locuitori, în creștere față de recensământul anterior din 2011, când fuseseră înregistrați 1.915 locuitori. Majoritatea locuitorilor sunt maghiari (92,18%), cu o minoritate de romi (1,79%). Din punct de vedere confesional, majoritatea locuitorilor sunt romano-catolici (76,34%), cu minorități de reformați (10,51%), unitarieni (4,24%) și martori ai lui Iehova (1,04%), iar pentru 5,84% nu se cunoaște apartenența confesională.

## Politică și administrație
Comuna Brădești este administrată de un primar și un consiliu local compus din 11 consilieri. Primarul, Botond Bokor[*], de la Uniunea Democrată Maghiară din România, este în funcție din 2008. Începând cu alegerile locale din 2024, consiliul local are următoarea componență pe partide politice:
|  | Partid                                 | Consilieri | Componența Consiliului | Componența Consiliului | Componența Consiliului | Componența Consiliului | Componența Consiliului | Componența Consiliului | Componența Consiliului | Componența Consiliului | Componența Consiliului | Componența Consiliului |
|  | -------------------------------------- | ---------- | ---------------------- | ---------------------- | ---------------------- | ---------------------- | ---------------------- | ---------------------- | ---------------------- | ---------------------- | ---------------------- | ---------------------- |
|  | Uniunea Democrată Maghiară din România | 10         |                        |                        |                        |                        |                        |                        |                        |                        |                        |                        |
|  | Kovács Melinda                         | 1          |                        |                        |                        |                        |                        |                        |                        |                        |                        |                        |

## Imagini

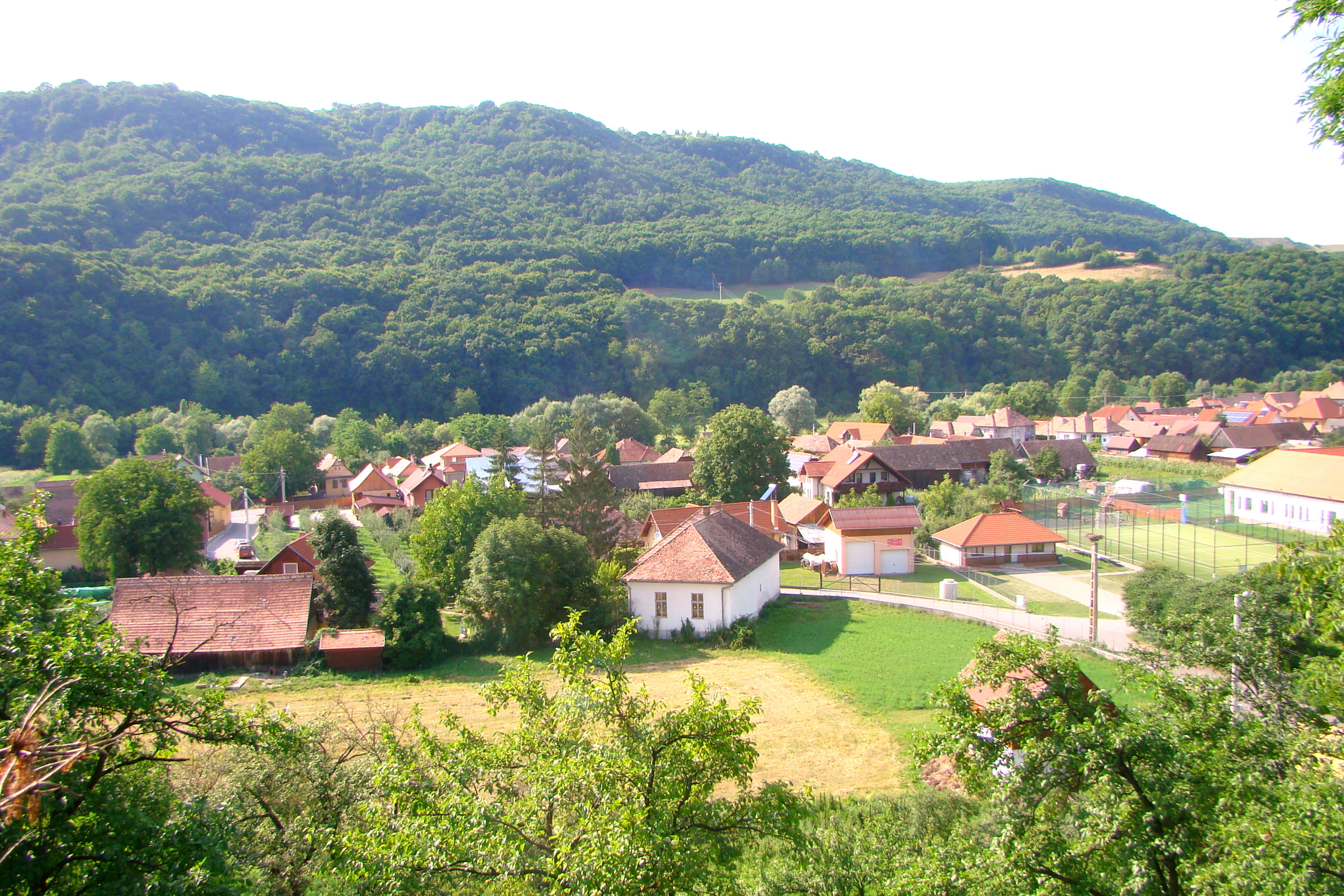
Brădești
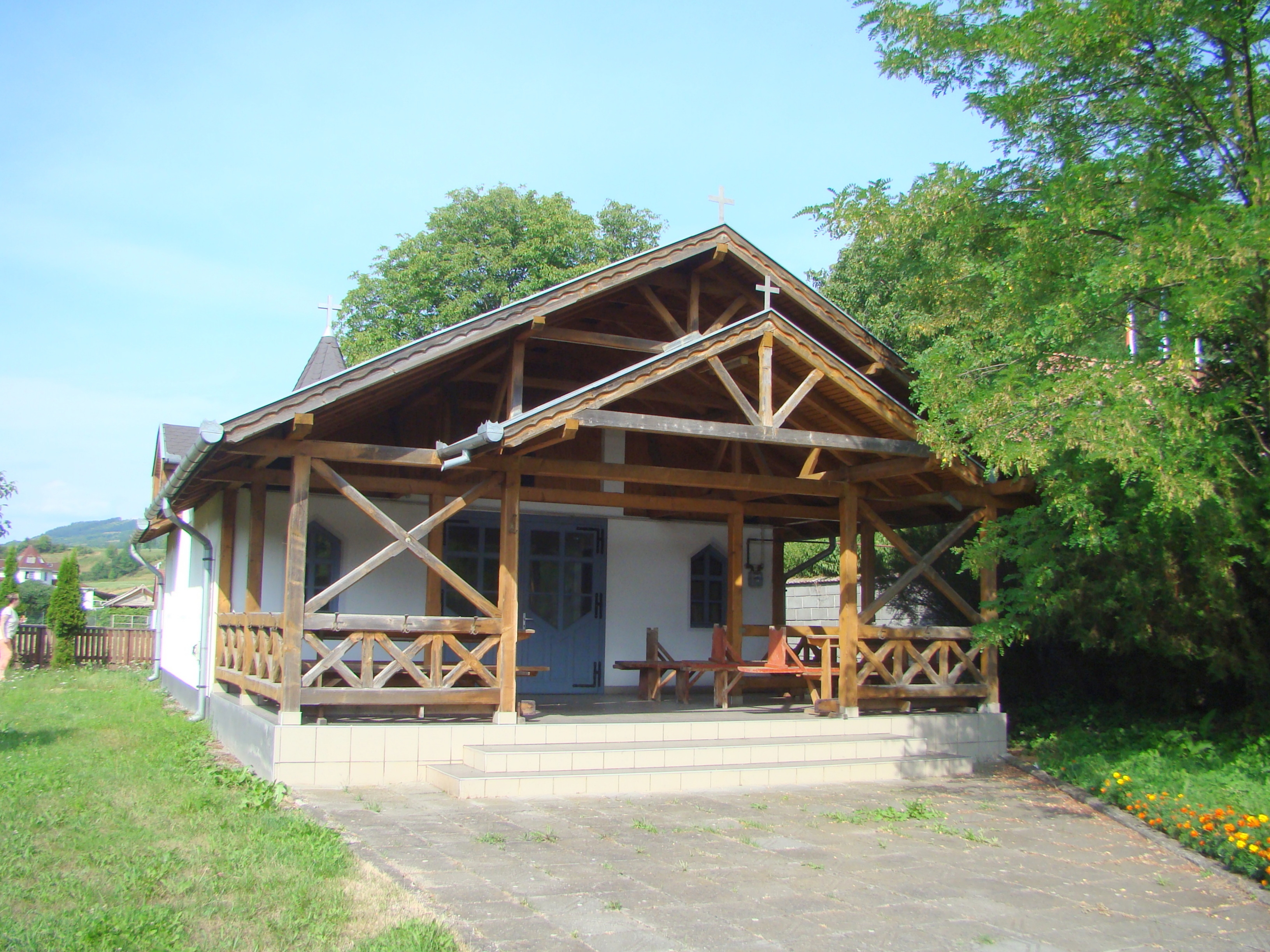
Capela catolică
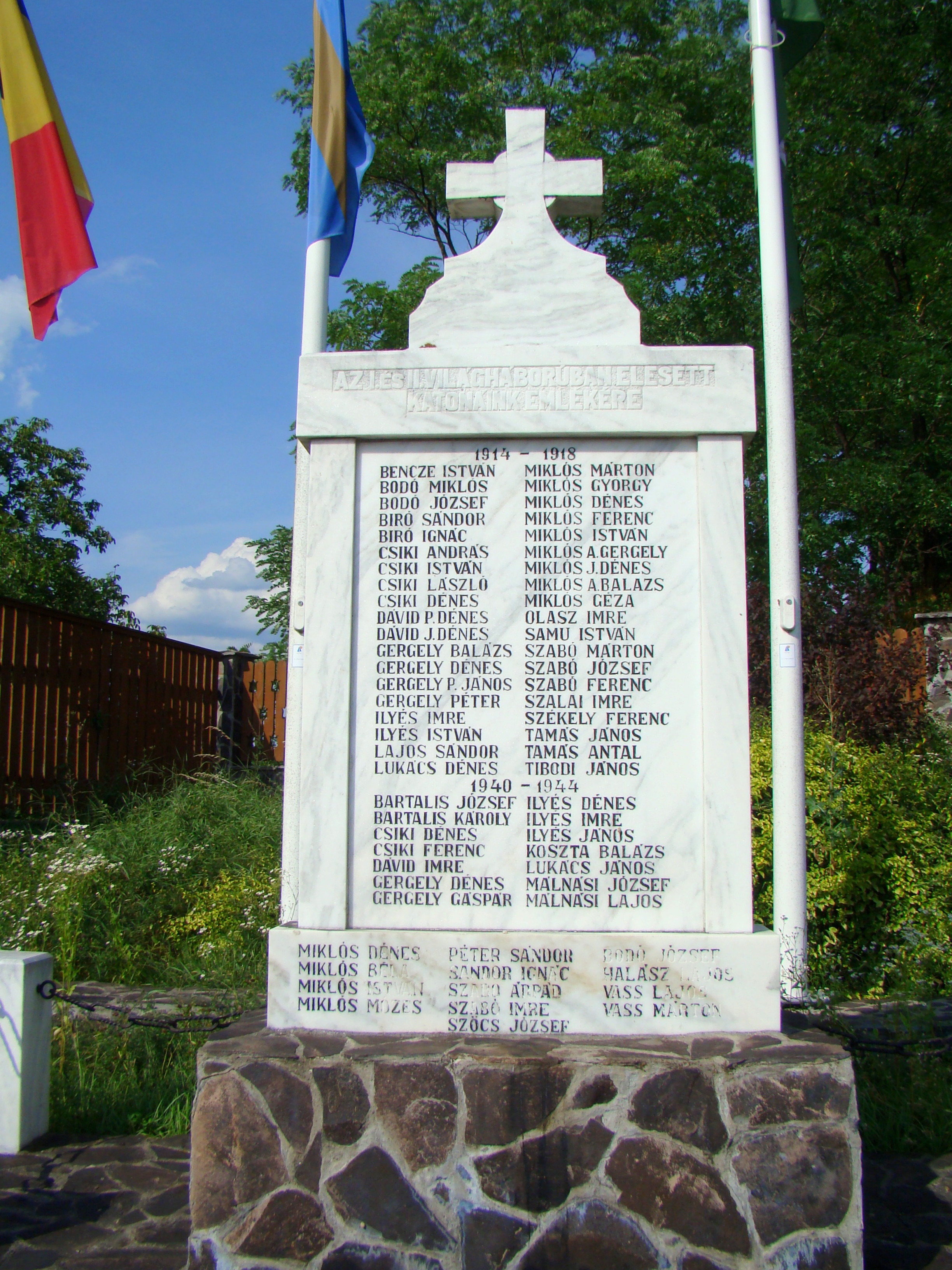
Monumentul eroilor
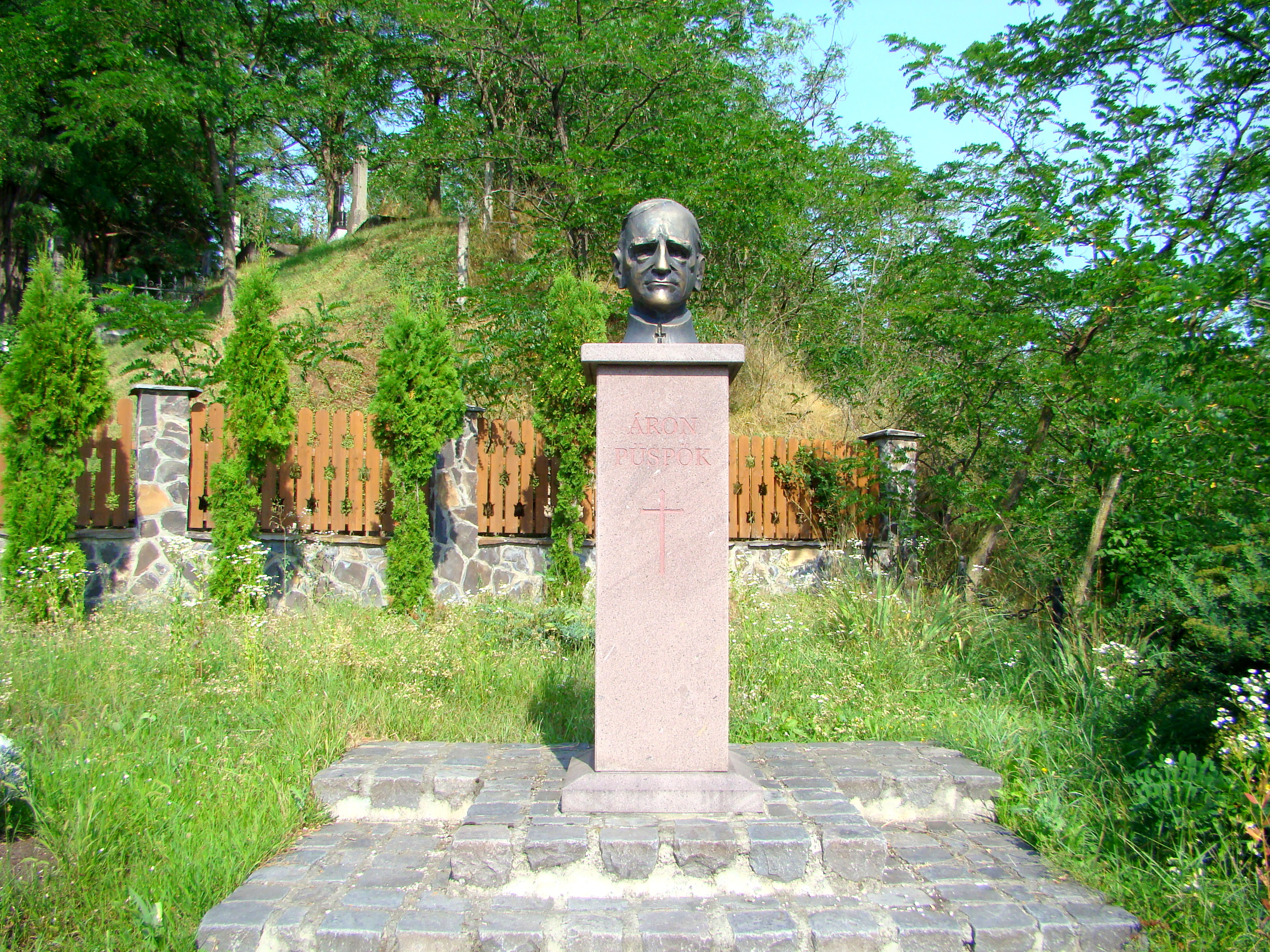
Bustul episcopului Áron Márton
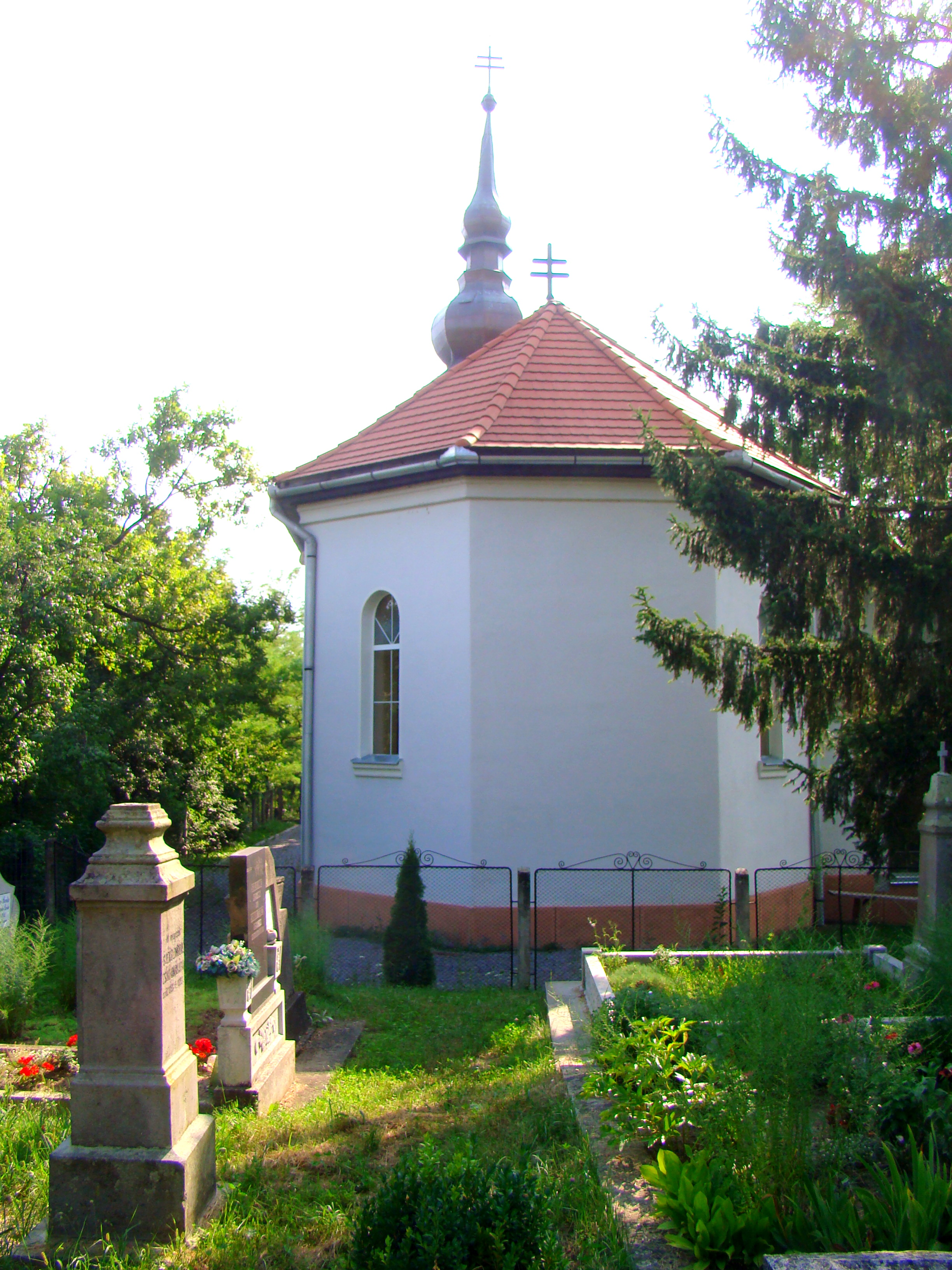
Biserica romano-catolică „Sfânta Treime”
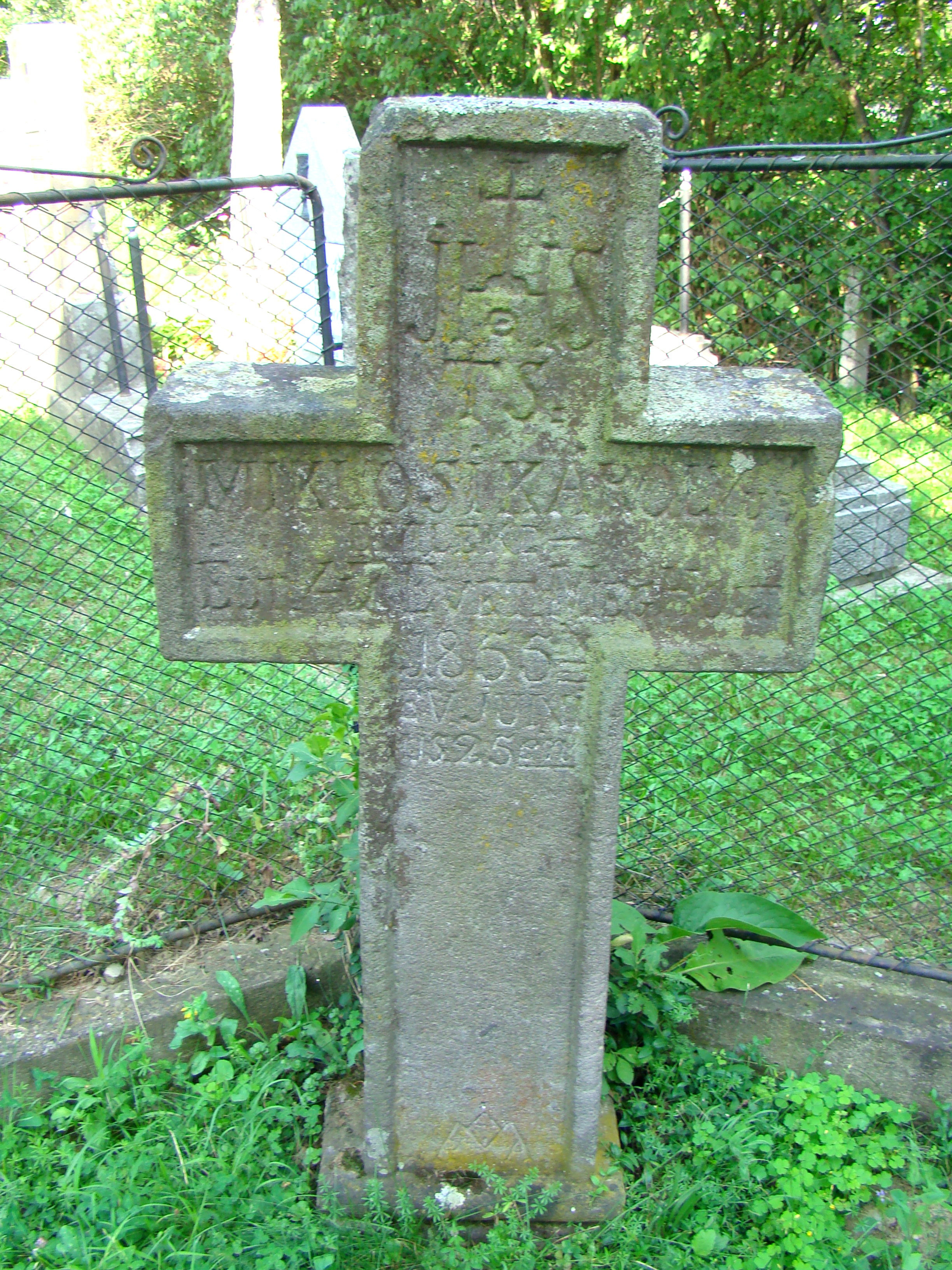
Cruce veche de piatră
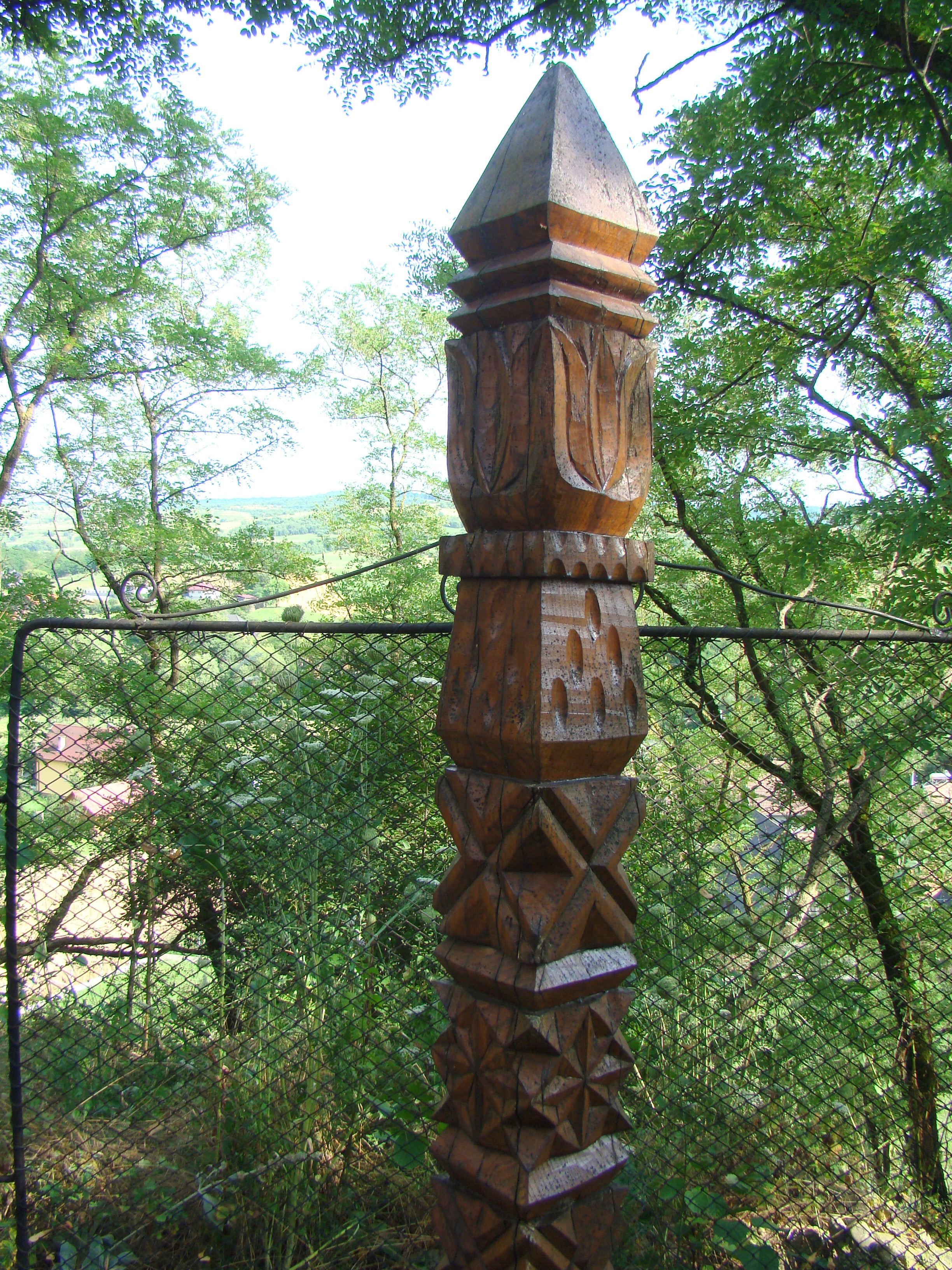
Kopjafa
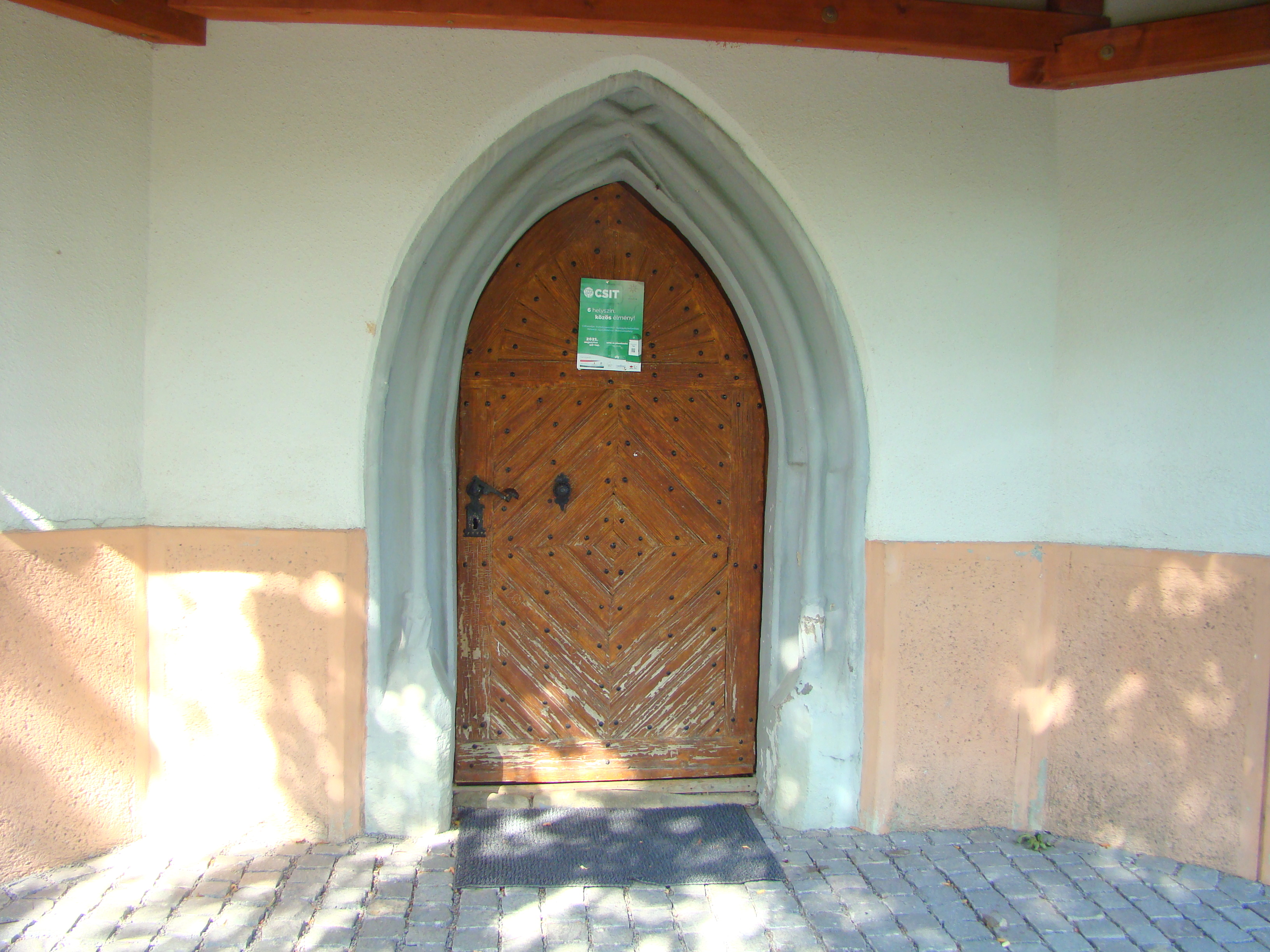
Portalul gotic în arc frânt
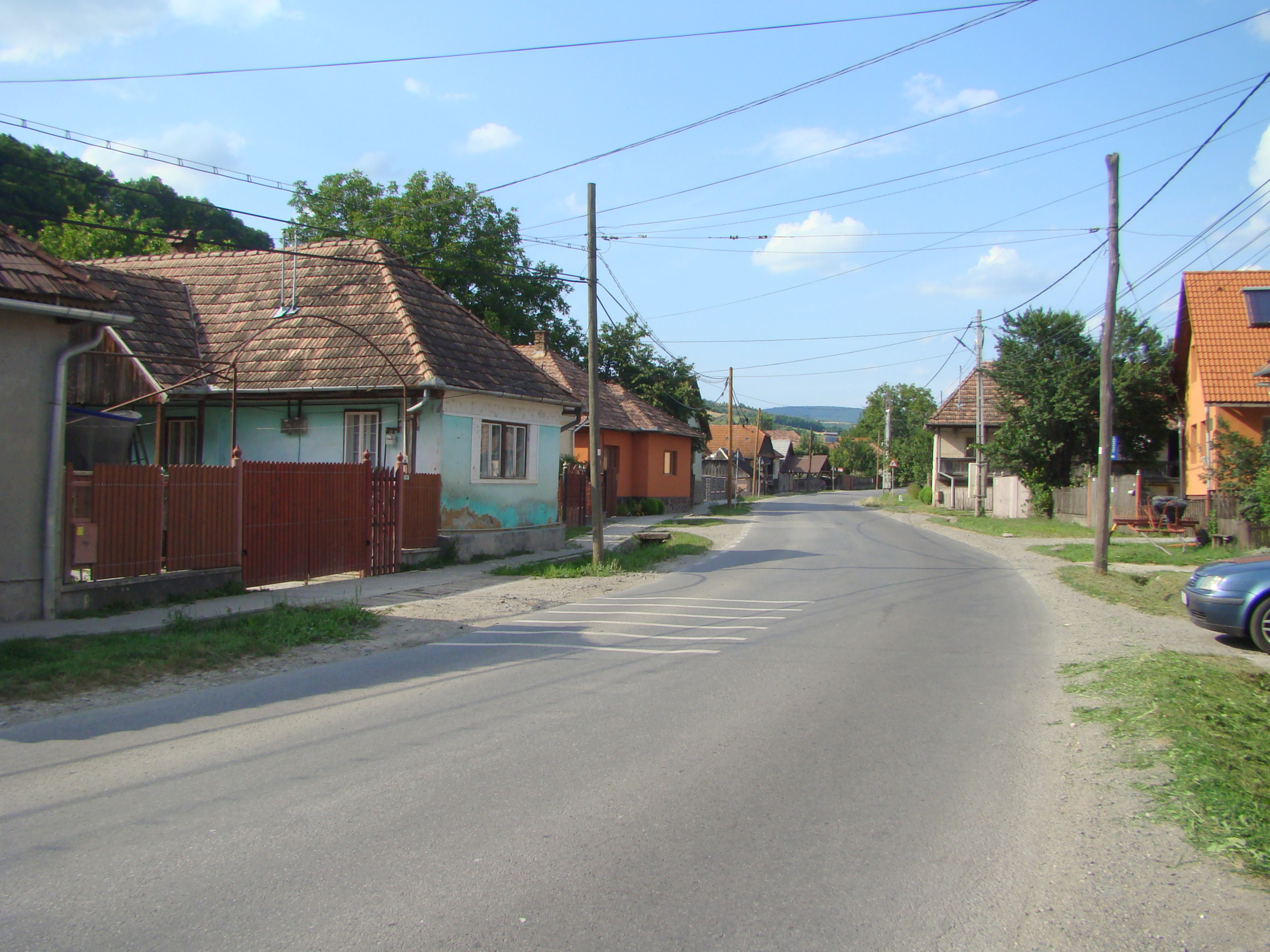
Brădești
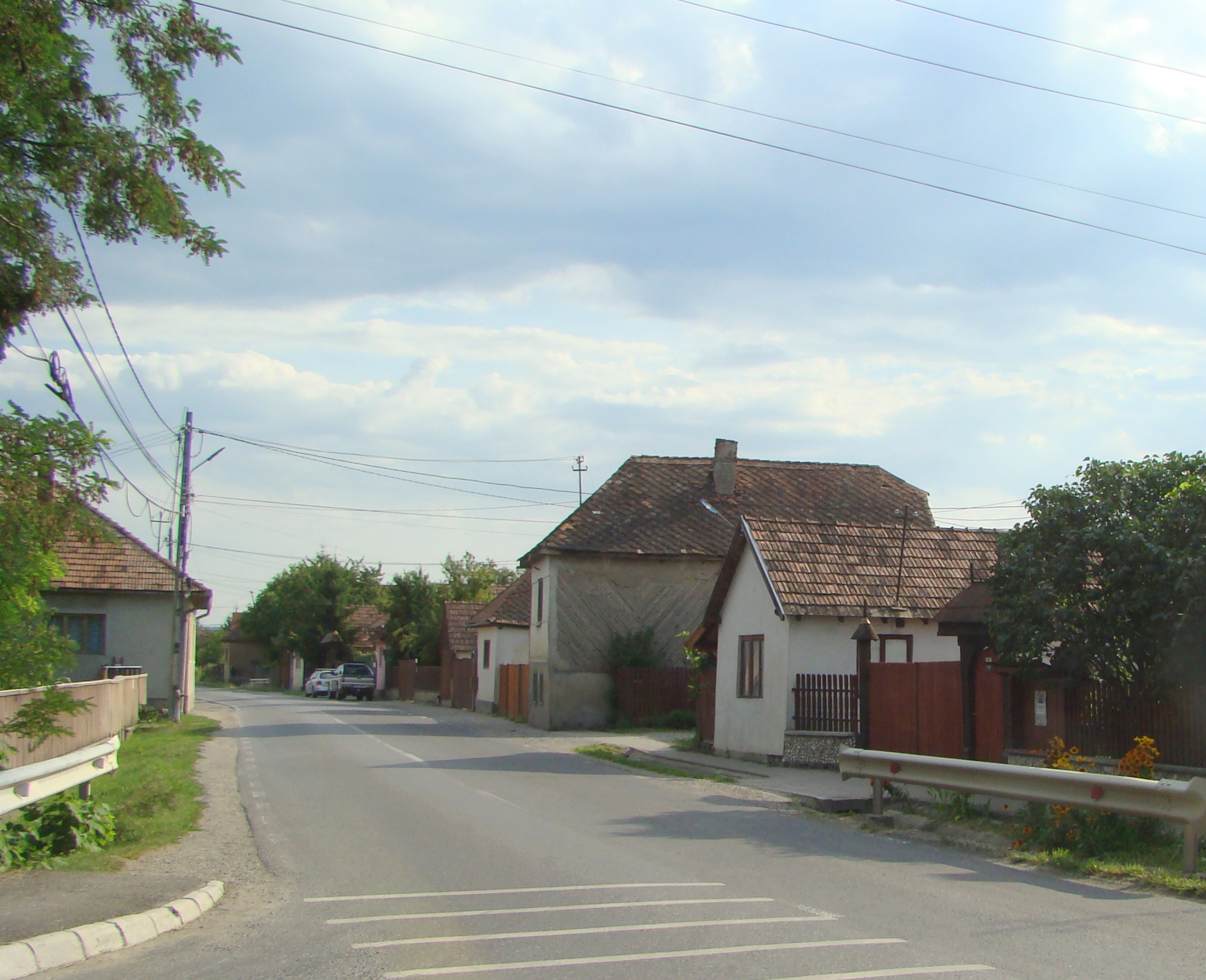
Târnovița
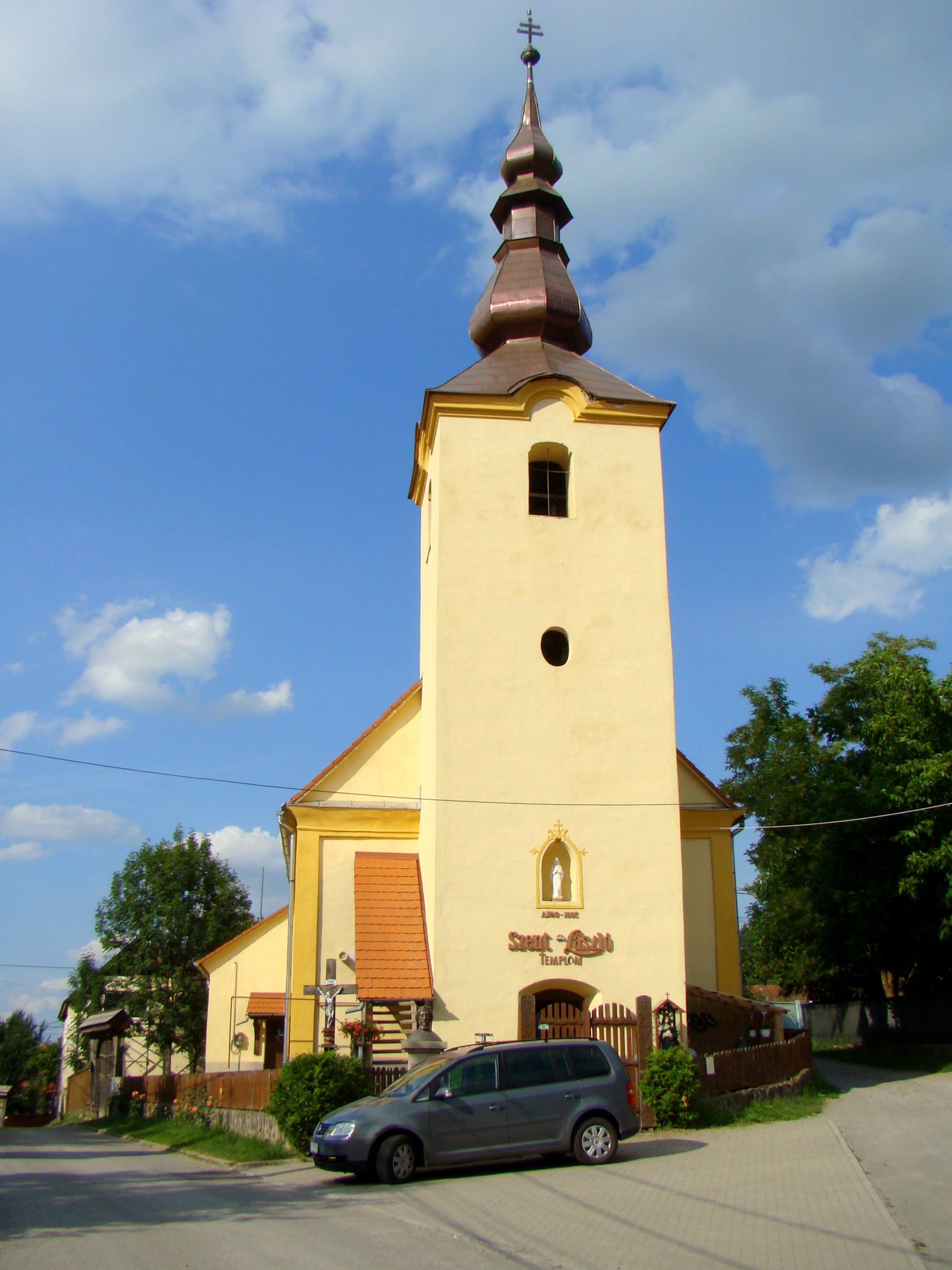
Biserica romano-catolică „Sfântul Ladislau”
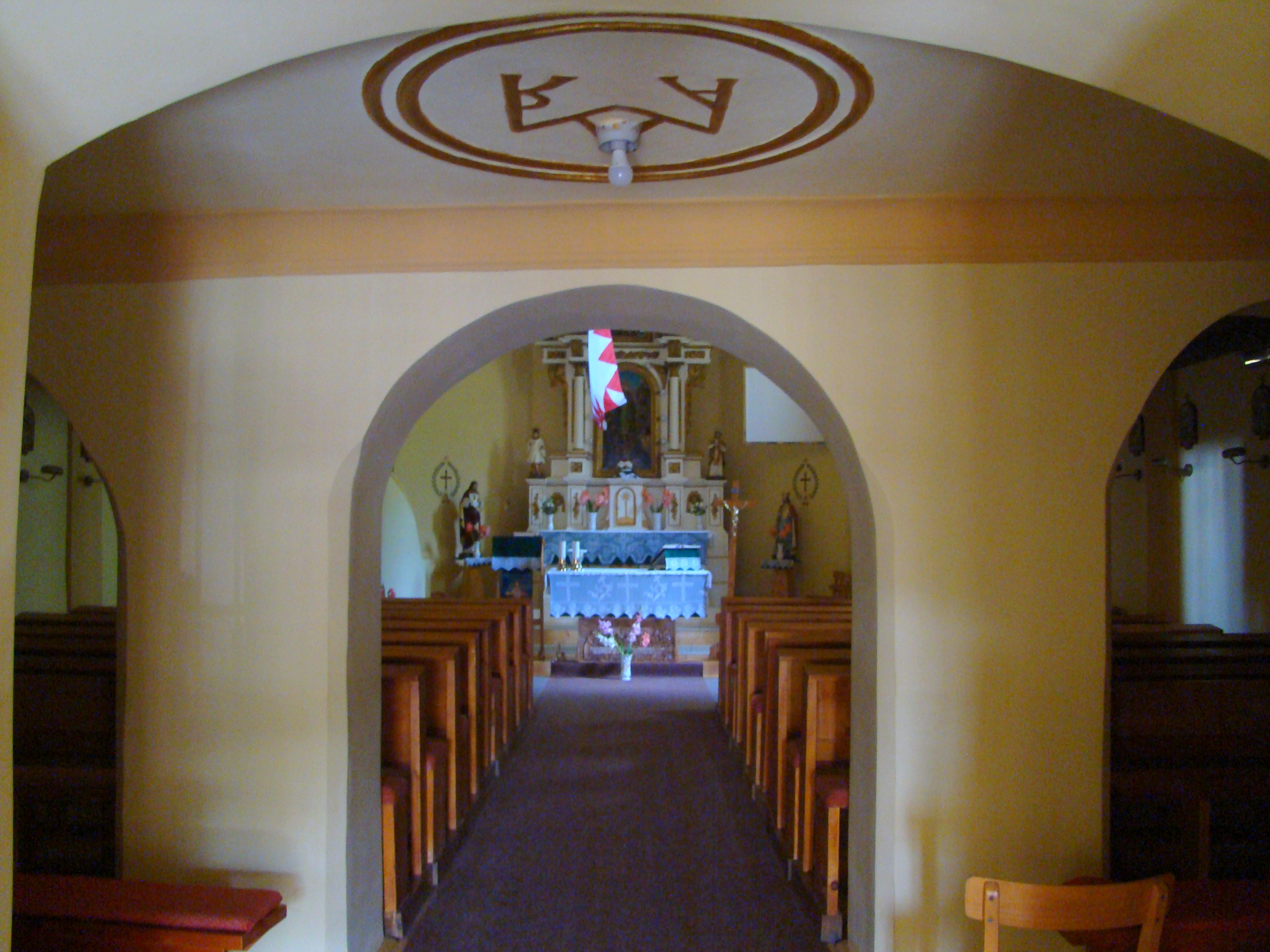
Nava spre altar
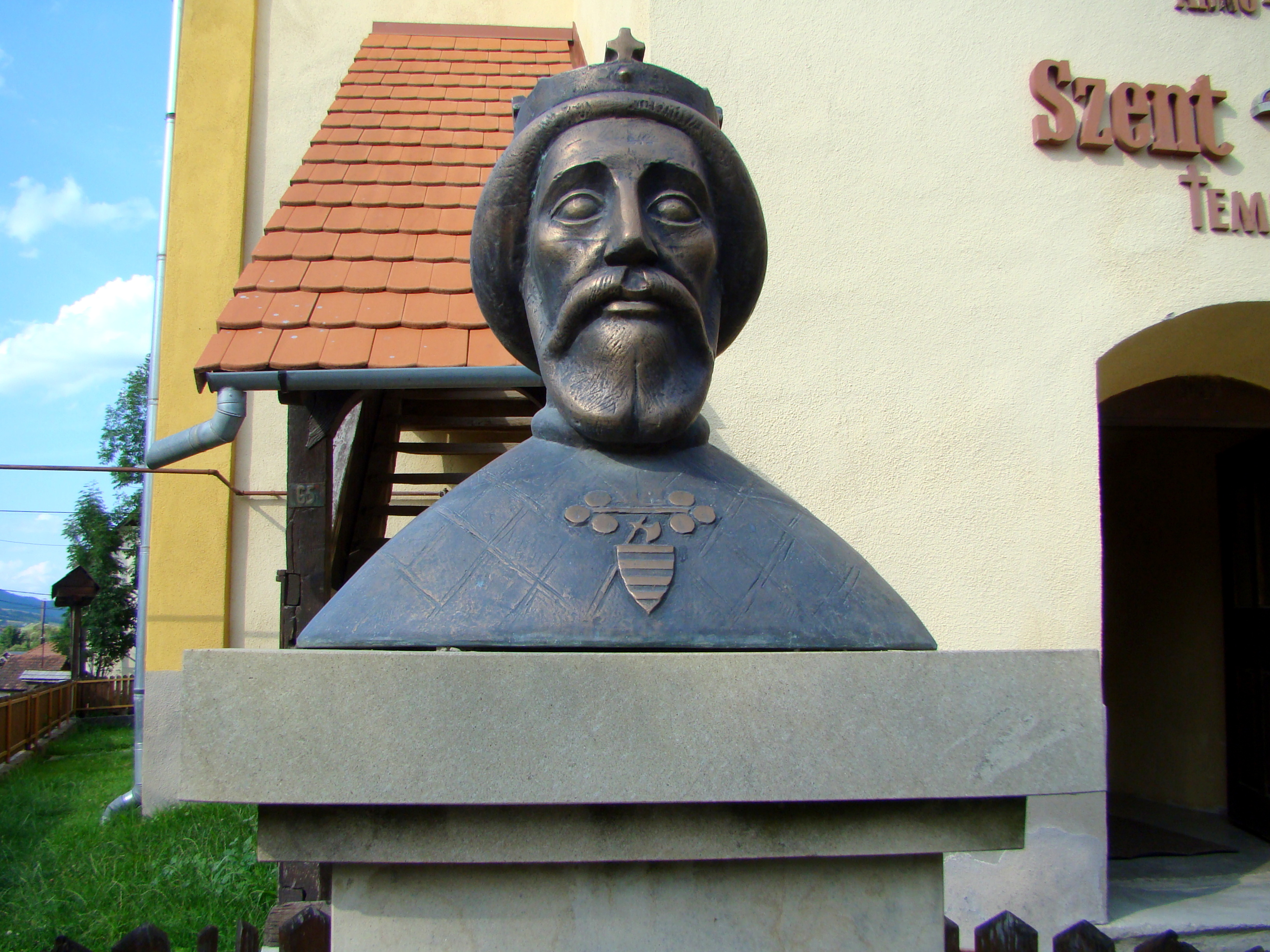
Bustul regelui Ladislau, operă a sculptorului István Petrovits
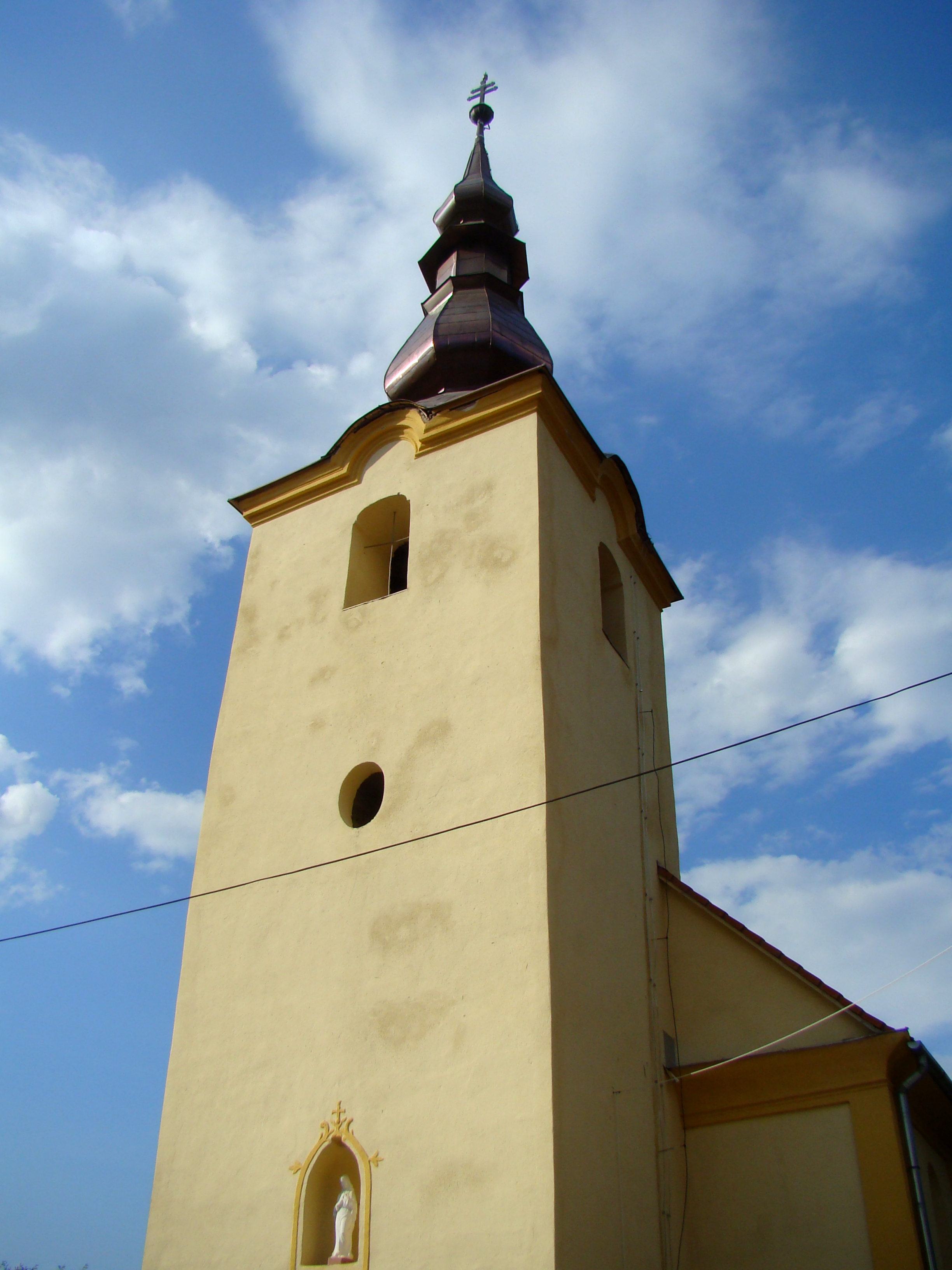
Turnul bisericii
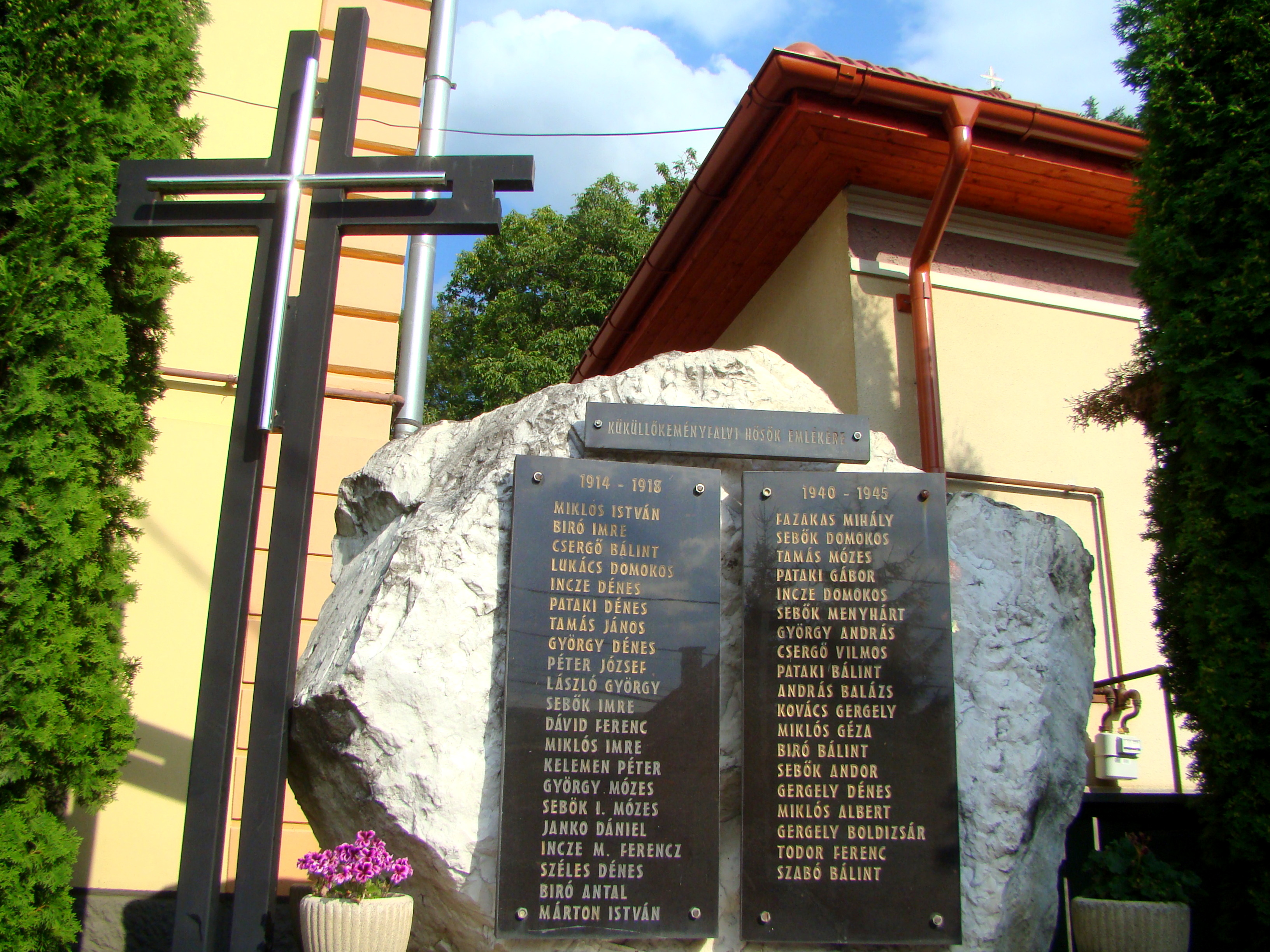
Monumentul eroilor
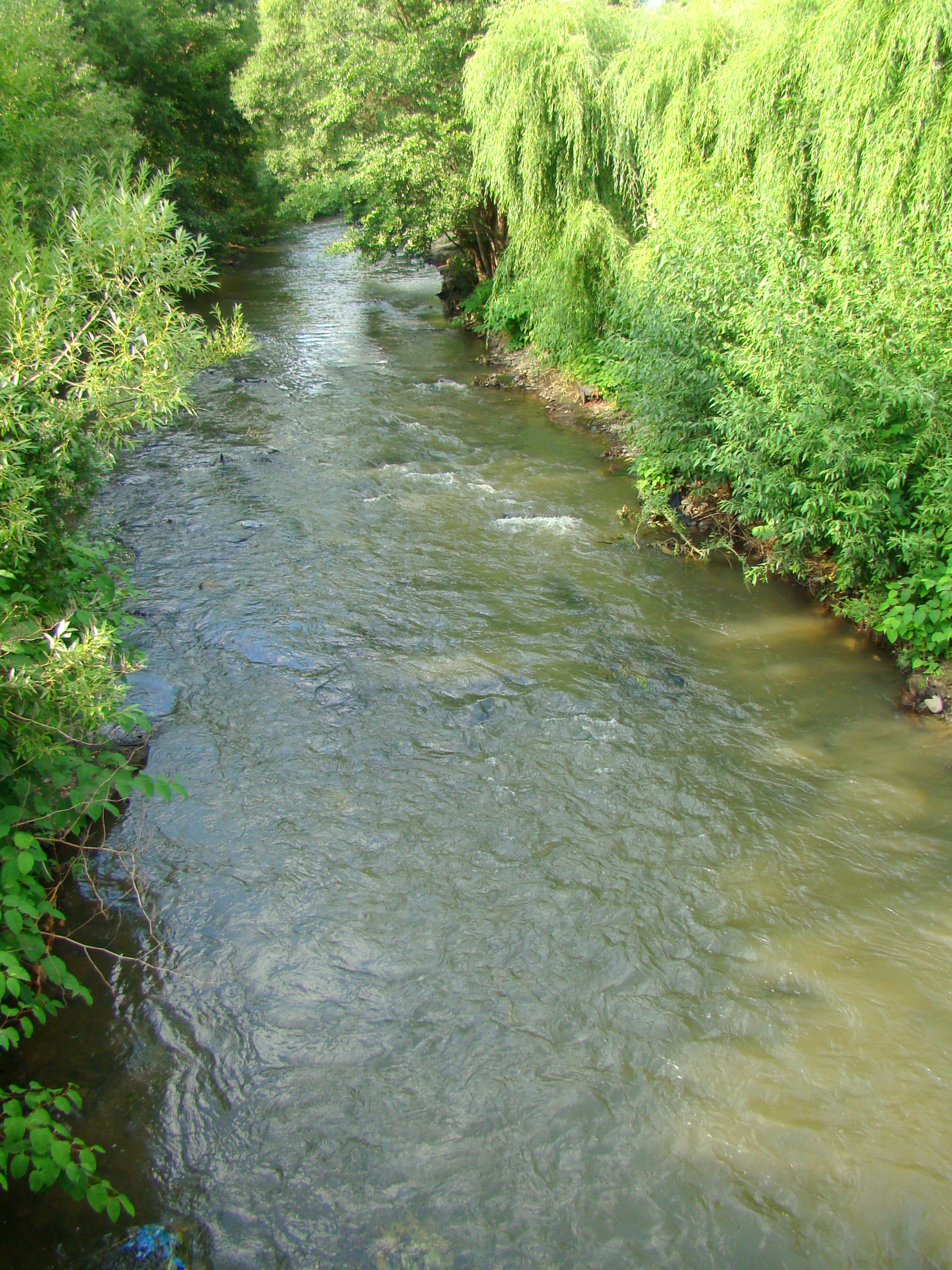
Râul Târnava Mare
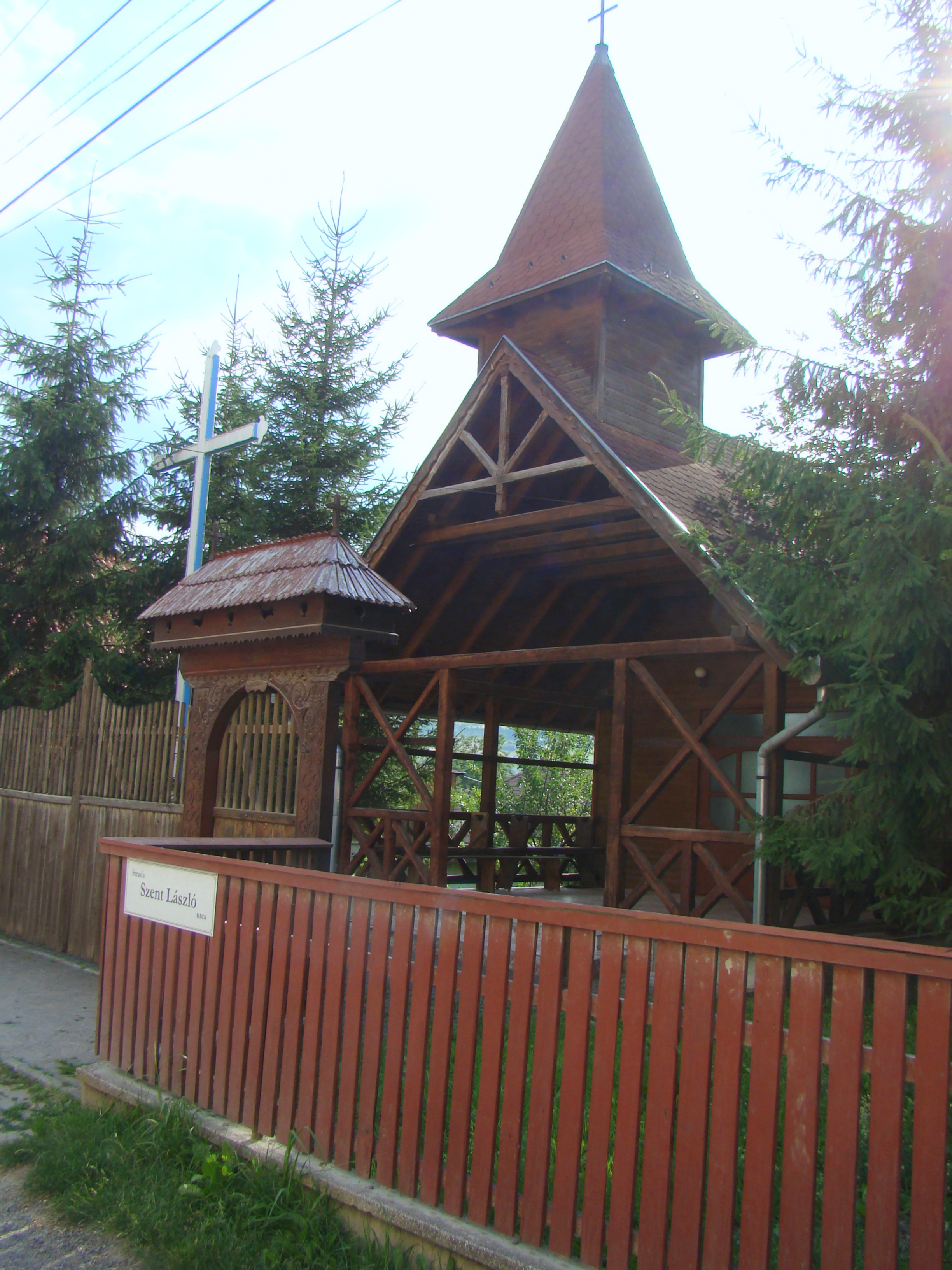
Capela catolică